# Kimi Rutledge
Kimi Rutledge (* 16. Oktober 1998 in Tokio) ist eine US-amerikanisch-japanische Schauspielerin.

## Leben
Rutledge wurde am 16. Oktober 1998 in Tokio geboren. Sie wuchs in Seattle auf und wollte bereits seit ihrem Kindesalter Schauspielerin werden. Erste Schritte als Filmschauspielerin machte sie ab 2019 in verschiedenen Kurzfilmproduktionen. 2020 hatte sie eine Episodenrolle in der Fernsehserie Shrill inne. Danach folgten weitere Engagements in verschiedenen Kurzfilmen unter anderen 2022 in der weiblichen Hauptrolle der Sarah im Kurzfilm The Cookie Crumbles, der auf dem Crypticon-Filmfestival in Seattle im Mai 2022 gezeigt wurde. 2023 gab sie in der Filmproduktion Half Sisters in der Rolle der Julie Lee ihr Spielfilmdebüt. Ab demselben Jahr stellte sie im Netflix Original Völlig zerstört eine der Hauptrollen der Maya Lerner dar. Zuvor sollte die Rolle mit Amalia Yoo besetzt werden, im Sommer 2022 wurde die Rolle allerdings umbesetzt.

## Filmografie (Auswahl)
- 2019: Indecent Exposure (Kurzfilm)
- 2019: Weasel (Kurzfilm)
- 2019: Watching Her (Kurzfilm)
- 2020: Machine Learning Humanity (Kurzfilm)
- 2020: Shrill (Fernsehserie, Episode 2x06)
- 2020: Death Wish (Kurzfilm)
- 2020: Tiki Weed (Kurzfilm)
- 2020: Home (Kurzfilm)
- 2020: Worthless (Kurzfilm)
- 2021: Just out of Frame (Kurzfilm)
- 2022: Ghost in the Rearview Mirror (Kurzfilm)
- 2022: The Cookie Crumbles (Kurzfilm)
- 2022: The Breadwinners (Kurzfilm)
- 2023: Half Sisters
- 2023: Völlig zerstört (Obliterated, Fernsehserie, 8 Episoden)
- 2023: Unwrapped (Kurzfilm)
- 2024: Bias (Kurzfilm)